# HD 128902
HD 128902，又名BD+44 2376，SAO 45145、HR 5464，是一颗恒星，视星等为5.7，位于銀經77.43，銀緯62.89，其B1900.0坐标为赤經14h 34m 27.1s，赤緯+44° 62.89′ 24″。